# Морнико (Павија)
Морнико је насеље у Италији у округу Павија, региону Ломбардија.
Према процени из 2011. у насељу је живело 362 становника. Насеље се налази на надморској висини од 241 м.